# Exor
Exor is een van oorsprong Italiaanse, maar thans Nederlandse investeringsmaatschappij van de familie Agnelli. Het heeft vooral minderheidsbelangen in grote bedrijven als Stellantis, CNH, Ferrari en Philips. Exor heeft de ambitie dat de netto vermogenswaarde per aandeel harder groeit dan de MSCI World aandelenindex. De aandelen van Exor staan genoteerd op Euronext Amsterdam. 

## Geschiedenis
In 1927 werd Istituto Finanziario Italiano (IFI) opgericht door Giovanni Agnelli. Met IFI wilde hij zijn belangen in FIAT en andere bedrijven bij elkaar brengen. De activiteiten bleven niet beperkt tot de automobielindustrie, er werd ook geïnvesteerd in toeleveringsbedrijven en branchevreemde activiteiten als landbouwgronden en de cementindustrie.
In 1957 kocht IFI een meerderheidsbelang in Istituto Commerciale Laniero Italiano, een vergelijkbaar bedrijf maar met financiële belangen in de textielsector. In 1966 wordt de naam van deze laatste gewijzigd in Istituto Finanziario Italiano Laniero (IFIL). Twee jaar later wordt een deel van IFI naar de Italiaanse beurs gebracht. Niet familieleden kunnen participeren, maar de aandelen met stemrecht blijven behouden voor de Agnelli familie. In 1991 wordt een belang gekocht in het Franse Exor en in 1999 is het Franse bedrijf helemaal ingelijfd.
Exor is de opvolger van oude investeringsmaatschappijen die een deel van het vermogen van de Agnelli familie beheerden. In maart 2009 leidde een grote reorganisatie van IFI en IFIL tot de oprichting van Exor. De Agnelli familie was de grootste aandeelhouder met een belang van 53% in Exor. De free float was ruim 43% in september 2019.
In augustus 2015 maakte Exor bekend de Amerikaanse herverzekeraar PartnerRe over te nemen voor US$ 6,9 miljard. Met de overname wordt Exor minder afhankelijk van de automobielindustrie. Exor was al sinds 1993 aandeelhouder in de herverzekeraar. De overname werd in maart 2016 afgerond. In februari 2020 werd bekend dat het Franse Covea bereid is zo'n US$ 9 miljard te betalen voor het belang in PartnerRe. Door de coronapandemie duurde de afwikkeling lang, maar op 12 juli 2022 werd de transactie afgerond. Exor kreeg US$ 9,3 miljard in handen, iets meer dan eerst afgesproken omdat PartnerRe in 2021 een goed resultaat wist te behalen.
Op 11 december 2016 werd Exor S.p.A. (Società per Azioni – de Italiaanse equivalent van een naamloze vennootschap) vervangen door Exor NV. Dit Nederlandse aandeel is weer verhandelbaar op de Italiaanse beurs. Het is een vervolg op eerdere veranderingen, diverse bedrijfsonderdelen waarin de Agnelli-familie een groot belang hebben zijn verhuisd naar een trustkantoor in Amsterdam zoals Ferrari NV, Fiat Chrysler Automobiles NV en CNH Industrial NV. Deze verhuizing naar Nederland leidde tot een onderzoek van de Italiaanse belastingdienst (Agenzia delle Entrate). In 2022 leidde dit tot een schikking van € 949 miljoen, waarvan € 746 miljoen voor rekening Exor en de houdstermaatschappij Giovanni Agnelli bv betaalt de resterende € 203 miljoen. In 2016 had Exor bij de fusie een beroep op een belastingvrijstelling gedaan waardoor bijna alle vermogenswinsten van de exitheffing waren uitgezonderd. De Italiaanse belastingdienst was het hier niet mee eens en eiste dat de belasting alsnog zou worden betaald. Dit is met de schikking ook gebeurd.
In december 2019 kocht Exor een aandelenbelang van 43,7% in GEDI, Gruppo Editoriale, voor € 102 miljoen. De verkoper is CIR, een houdstermaatschappij van de De Benedetti familie. Exor had al 6% van de aandelen en zou een bod uitbrengen op de overige aandelen. CIR zou een belang van 5% behouden. GEDI was eigenaar van de grote Italiaanse kranten La Repubblica en La Stampa, van diverse regionale en lokale kranten, het tijdschrift L'Espresso en de radio- en tv-stations Radio Deejay, Deejay TV, Radio Capital, Capital TiVu, M2o en M2o TV. In 2020 werd het belang in GEDI uitgebreid naar meer dan 90%.
Op 31 oktober 2019 maakten FCA en Groupe PSA fusieplannen bekend. Beide autoproducenten krijgen 50% van de aandelen in het nieuwe bedrijf waarvan het hoofdkantoor in Nederland komt. Door de fusie ontstond het op drie na grootste autobedrijf ter wereld, met een totaal verkoopvolume van 8,7 miljoen voertuigen en een jaaromzet van zo'n € 170 miljard. Eind 2020 gaf de Europese Commissie haar goedkeuring aan de fusie. Na de goedkeuring van de aandeelhouders gaan de twee bedrijven vanaf 16 januari 2021 samen verder onder de naam Stellantis. Exor heeft een belang van 14,4% in Stellantis.
Op 3 januari 2022 werd de splitsing van CNH Industrial een feit, terwijl de vrachtwagenactiviteiten verderging als Iveco Group. De aandeelhouders kregen een even groot aandelenbelang in Iveco als zij hadden vóór de afsplitsing in CNH Industrial.
Op 12 augustus 2022 verhuisde de beursnotering naar Euronext Amsterdam. Dit had voor Exor het voordeel dat het nog een toezichthouder had, de Autoriteit Financiële Markten (AFM). Vanaf 19 december 2022 maakt Exor deel uit van de AEX-index.
In augustus 2023 kocht Exor voor zo'n € 2,6 miljard een aandelenbelang van 15% in Philips. Exor is hiermee de grootste aandeelhouder van het Nederlandse medische technologiebedrijf geworden en mag een lid van de raad van commissarissen benoemen. Dit werd Benoît Ribadeau-Dumas. Exor heeft de mogelijkheid om het aandelenbelang in Philips te verhogen naar 20%. Eind juni 2024 heeft Exor het belang verhoogd naar 17,5%.
In februari 2025 verkocht Exor zo'n zeven miljoen aandelen Ferrari en ontving daarmee drie miljard euro. Na de verkoop heeft Exor nog ongeveer 20% van de aandelen en 30% van het stemrecht in handen. Met de opbrengst wil Exor acquisities betalen en eigen aandelen inkopen. Op 23 april 2025 rondde Exor een aandeleninkoop af, er werden 12,3 miljoen eigen aandelen ingekocht met een waarde van een miljard euro.
Op 30 juli 2025 werd bekend dat IVECO wordt overgenomen door Tata Motors. Tegelijkertijd aan deze deal wordt de defensietak van IVECO verkocht aan het Italiaanse bedrijf Leonardo. Tata Motors is bereid € 3,8 miljard te betalen, exclusief de defensietak. Leonardo heeft € 1,7 miljard over om de defensie-activiteiten in te lijven. Exor heeft zich onherroepelijk gecommitteerd aan de biedingen. 

## Aandelenbelangen
Exor heeft belangen in diverse beurs- en niet-beursgenoteerde bedrijven. Per 31 december 2024 hadden deze belangen een waarde van 42,5 miljard euro. Inclusief de kasgelden en na aftrek van schulden had het bedrijf een netto vermogenswaarde van 38,2 miljard euro. De belangen in Ferrari, Stellantis, Philips en CNH Industrial vertegenwoordigen tezamen 75% van de totale waarde van de portefeuille. 
De belangrijkste bron van inkomsten zijn de dividenden die Exor ontvangt van de bedrijven waarin het belangen houdt. Verder worden resultaten behaald op de belangen die zijn afgestoten. In 2024 steeg de netto vermogenswaarde per aandeel Exor met 9,0%, dit was minder dan de stijging met 24,8% voor de MSCI World aandelenindex in euro.
Op 31 december 2024 had Exor aandelenbelangen in de volgende grote bedrijven:
| Bedrijf             | Beursnotering | Aandelenbelang | Stemrecht |
| ------------------- | ------------- | -------------- | --------- |
| Ferrari             | ja            | 19,5%          | 32,1%     |
| Stellantis          | ja            | 15,5%          | 24,0%     |
| CNH Industrial      | ja            | 26,9%          | 45,3%     |
| Philips             | ja            | 17,5%          | 17,8%     |
| Iveco Group         | ja            | 27,1%          | 43,1%     |
| Juventus FC         | ja            | 65,4%          | 78,9%     |
| Institut Mérieux    | nee           | 10,0%          | 5,3%      |
| Christian Louboutin | nee           | 24,0%          | 24,0%     |
| Via                 | nee           | 16,2%          | 19,0%     |
| The Economist Group | nee           | 34,7%          | 20,0%     |

In de grafiek hieronder staat de netto vermogens waarde in euros per aandeel Exor per jaarultimo.
ABN AMRO · Adyen · AEGON · Ahold Delhaize · AkzoNobel · ArcelorMittal · ASMI · ASML · ASR Nederland · Besi · DSM-Firmenich · Exor · Heineken · IMCD · ING · KPN · NN Group · Philips · Prosus · Randstad · RELX · Shell · Unilever · Universal Music Group · Wolters Kluwer
- Virtual International Authority File: 159275979